# St. Michael (Tondorf)

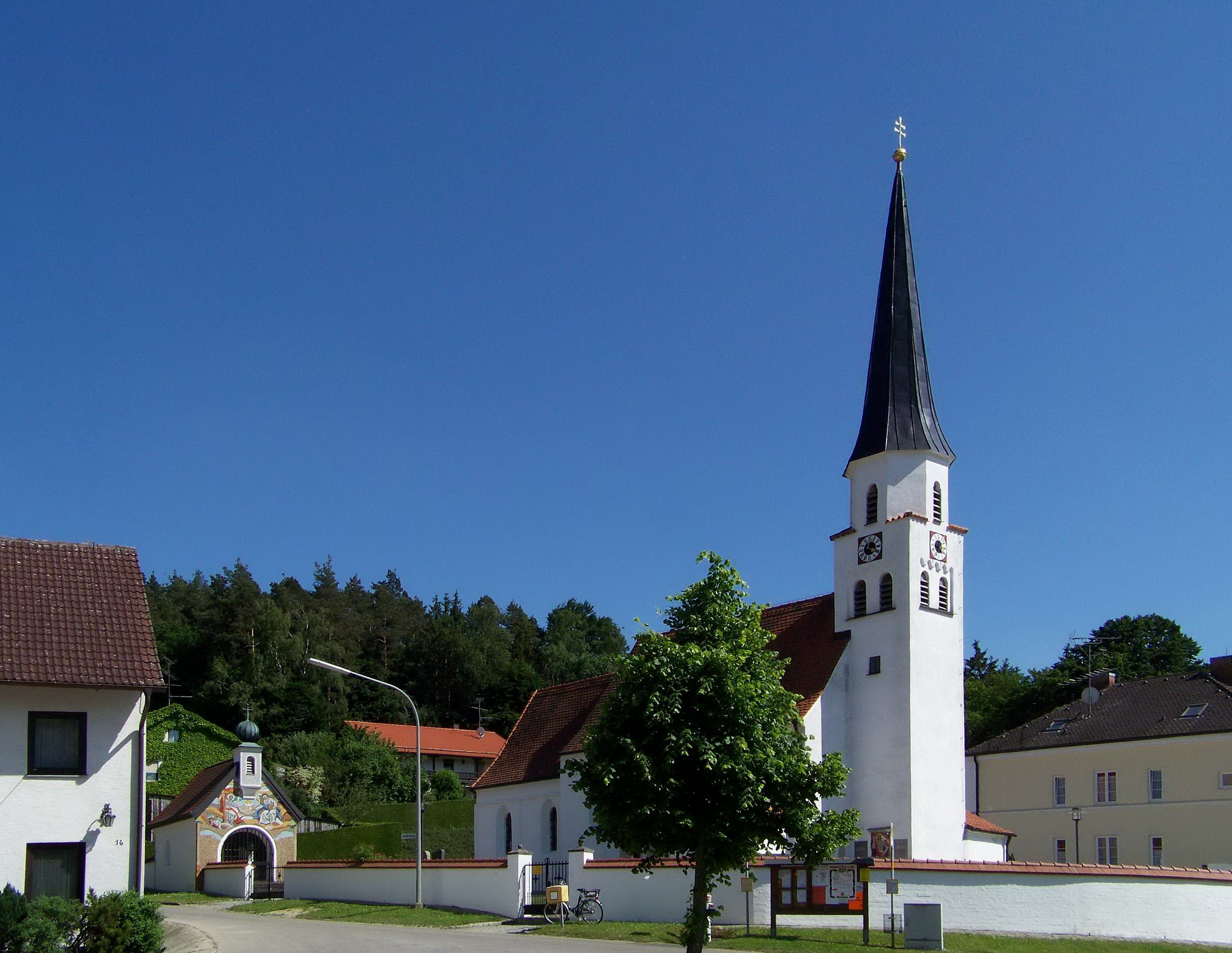
Außenansicht der Pfarrkirche St. Michael in Tondorf von Nordwesten, links daneben die Friedhofskapelle

Die römisch-katholische Pfarrkirche St. Michael in Tondorf, einem Ortsteil der Gemeinde Bruckberg im niederbayerischen Landkreis Landshut, weist eine beachtliche Mischung verschiedener Baustile und Kunstrichtungen auf. Der Kirchenbau entstand um 1300 im frühgotischen Stil; der Chor wurde um 1450 erbaut und ist somit spätgotisch. Im Zeitalter des Barock bzw. Rokoko erfolgte eine Umgestaltung des Gotteshauses, bis heute erkennbar an der prächtigen Innenausstattung und den sogenannten „Bassgeigenfenstern“ des Langhauses. Der Turmabschluss in Form eines Spitzhelmes schließlich ist modern. Der Kirchenbau ist als Baudenkmal mit der Nummer D-2-74-194-22 beim Bayerischen Landesamt für Denkmalpflege eingetragen. Die Pfarrei Tondorf gehört heute zum Pfarrverband Bruckberg–Gündlkofen.

## Beschreibung

### Außenbau
Das frühgotische, sattelgedeckte Langhaus ist der älteste Bauteil der Kirche. Dies ist zum Beispiel an dem gestelzten Spitzbogenfries erkennbar, der im rückwärtigen Bereich der Südfassade zu sehen ist, oder an dem Deutschen Band an der Westfassade. Die zunächst sehr kleinen und schmalen Fensteröffnungen wurden dagegen in der Barockzeit deutlich vergrößert; sie besitzen seither die geschwungene, sogenannte „Bassgeigenform“. Der nur wenig eingezogene Chor ist etwas niedriger als das Langhaus und besitzt daher ein separates Satteldach. Er umfasst zwei Joche und schließt in drei Achteckseiten ab. Sein Außenbau wird – im Gegensatz zum Langhaus – von Spitzbogenfenstern, Dreieckstreben und einem Dachfries gegliedert, die allesamt aus der Entstehungszeit dieses Bauteils in der Spätgotik stammen. Südlich am Chor ist die Sakristei angebaut.
Der leicht einspringende Westturm der Pfarrkirche besitzt auf der Nordseite einen kleinen Vorbau, durch den man in das Kircheninnere gelangt. Ansonsten ist der Unterbau über quadratischem Grundriss bis knapp unterhalb der Firsthöhe weitgehend ungegliedert. Dann folgen nach oben je Seite zwei rundbogig abschließende Schallöffnungen, die jeweils in einem rechteckigen, mit einem Rundbogenfries abschließenden Blendfeld liegen, eine Turmuhr sowie der durch kleine Abdachung an den vier Ecken vermittelte Übergang zu dem achteckigen Oberbau. Dieser wiederum enthält nach vier Seiten je eine rundbogig abschließende Schallöffnung. Während der Unterbau noch aus der Entstehungszeit der Kirche um 1300 stammt, kam der oktogonale Aufsatz später hinzu. Der abschließende Spitzhelm mit Turmkugel und Patriarchenkreuz stammt aus dem 19. Jahrhundert.

### Innenraum
Der Innenraum gliedert sich in ein flachgedecktes Langhaus mit rückwärtiger Empore und einen überwölbten Chorraum. Die Deckenkonstruktion ist als Rippengewölbe mit spitzen Schildbögen ausgeführt, das aus flachen, gefasten Pilastern entspringt. Halbrunde, profilierte Spitzkonsolen dienen zur Aufnahme der birnstabförmigen Gewölberippen. Am Gewölbescheitel befinden sich in runden Schlusssteinen zwei Wappen, die Jahreszahl 1517 und einige gefasste Heiligenreliefs. Der Übergang zwischen Kirchenschiff und Presbyterium wird durch den spitzen, zu beiden Seiten gefasten Chorbogen vermittelt. Im älteren Bauteil der Sakristei ist ferner ein spätgotisches Kreuzrippengewölbe erhalten.

## Ausstattung
Die drei Altäre der Pfarrkirche – der Hochaltar im Presbyterium und die beiden Seitenaltäre links und rechts des Chorbogens – stammen aus der Mitte des 18. Jahrhunderts und sind im zeittypischen Rokokostil gehalten. Die zentrale Darstellung des Hochaltares, eine Holzfigur des Kirchenpatrons Michael mit Lanze wird von insgesamt vier Rundsäulen und zwei flachen Pilastern mit korinthischen Kapitellen getragen. Diese tragen einen an den Seiten nach vorne gewölbten Aufsatz mit weit auskragendem Gebälk. In der Mitte befindet sich das Christusmonogramm IHS, flankiert von zwei auf Voluten sitzenden Engelsfiguren. Den oberen Abschluss bildet eine Kartusche mit der Inschrift St. Michael. Die beiden Seitenaltäre sind in ihrer Gestaltung etwas zurückhaltender. So verfügen sie beispielsweise nur über je zwei gewundene Säulen mit korinthischen Kapitellen. Der linke (nördliche) Seitenaltar ist dem heiligen Sebastian geweiht; auf dem Altarblatt ist eine Ölmalerei seines Martyriums zu sehen. Der rechte (südliche) Seitenaltar dagegen enthält ein Ölgemälde der heiligen Maria.
Die barocke Kanzel ist etwas älter als die drei Altäre; sie dürfte aus dem frühen 18. Jahrhundert stammen. Der polygonale Korb weist reiches Akanthusschnitzwerk auf und ist mit gewundenen Ecksäulchen versehen. In den Feldern dazwischen befinden sich kleine Figuren der vier Evangelisten. An der Rückwand der Kanzel ist ein spätgotisches, gefasstes Holzrelief vom Tod Mariä mit den zwölf Aposteln angebracht. Ähnlich wie die Kanzel weisen auch die barocken Stuhlwangen aus der Zeit um 1700 reiches Akanthusschnitzwerk auf.

### Glocken
Von den drei im Jahr 1853 von Pascolini in Ingolstadt gegossenen Glocken mussten zwei im Ersten Weltkrieg abgegeben werden. Die 1942 als Ersatz von Johann Hahn in Landshut gegossenen Glocken wurden im Zweiten Weltkrieg wiederum beschlagnahmt. Das heutige, dreistimmige Geläut wurde schließlich 1951 von Karl Czudnochowsky in Erding gegossen. Die Glocken im Einzelnen:
| Nr. | Gussjahr | Gießer                     | Material | Durchmesser [cm] | Gewicht [kg] | Schlagton |
| --- | -------- | -------------------------- | -------- | ---------------- | ------------ | --------- |
| 1.  | 1951     | Karl Czudnochowsky, Erding | Bronze   | 89               | 340          | a1-1      |
| 2.  | 1951     | Karl Czudnochowsky, Erding | Bronze   | 72               | 190          | c2-1      |
| 3.  | 1951     | Karl Czudnochowsky, Erding | Bronze   | 67               | 140          | d2-3      |

### Friedhof
Die Pfarrkirche ist von einem kleinen Friedhof umgeben, der vollständig von einer mindestens mannshohen Mauer umgeben ist. In der Nordostecke des Friedhofs befindet sich die 1950 erbaute Friedhofskapelle mit Satteldach und kleinem, aus der Westfassade ausspringendem Dachreiter. Letzterer wird von einer Zwiebelkuppel mit Kugel und Kreuz bekrönt. Die Westfassade ziert ein Mosaik, das die Heilige Dreifaltigkeit darstellt. Im Inneren enthält die Kapelle eine rund 2,50 Meter hohe Figur der Maria Immaculata, die dem Rokokobildhauer Ignaz Günther oder seiner Schule zugeschrieben wird. Sie soll aus der 1803 im Zuge der Säkularisation abgebrochenen Franziskanerkirche in Landshut stammen.